# Dendroklimatologia
Dendroklimatologia – nauka zajmująca się rekonstruowaniem warunków klimatycznych i ich zmian w czasie i przestrzeni na podstawie pomiarów słojów drzew. Dzięki technikom dendroklimatologii jest możliwe poznanie kierunków zmian klimatu. Techniki umożliwiają rekonstrukcję danych dotyczących temperatury, opadów i innych czynników klimatycznych.
Precyzyjne modelowanie zmian w budowie pni drzew wymaga dokładnego określenia wpływu czynników środowiska na procesy fizjologiczne zachodzące w korzeniach, łodygach i liściach roślin. Czynniki środowiska wpływają na rozwój roślin zarówno w sezonie wegetacyjnym, jak i w  okresie go poprzedzającym. Do rekonstrukcji danych klimatycznych wykorzystuje się dane z wielu drzew poddane analizie statystycznej. Rozwój dendroklimatologii pozwolił na analizę nie tylko szerokości słojów lecz również badanie wielkości i gęstości komórek. 